# سامو أودريه
سامو أودريه (بالسلوفينية: Samo Udrih)‏ مواليد 2 أغسطس 1979 في تسليه، جمهورية يوغوسلافيا الاشتراكية الاتحادية، هو لاعب كرة سلة سلوفيني. بدأ مسيرته الاحترافية في سنة 1998. يلعب مع تسليه. يبلغ طوله 6 قدم 4.75 بوصة (1.9 م).

## المسيرة الاحترافية
لعب مع هوبسي بولزلا من سنة 1998 إلى 2000، ثم لعب مع زلاتوروج لاشكو في موسم 2000–2001، ثم لعب مع سلوفان في موسم 2001–2002، ثم لعب مع أوليمبيا في موسم 2002–2003، ثم لعب مع سانت جوسيب في الدوري الإسباني في موسم 2005–2006، ثم لعب مع غرناطة من سنة 2006 إلى 2008، ثم لعب مع سي بي إستوديانتس في الدوري الإسباني في موسم 2008–2009.

## روابط خارجية
- سامو أودريه على موقع الاتحاد الدولي لكرة السلة (الإنجليزية)
- سامو أودريه على موقع الدوري الأوروبي لكرة السلة (الإنجليزية)
- سامو أودريه على موقع الدوري الإسباني لكرة السلة (الإسبانية)
- سامو أودريه على موقع كرة السلة الأوروبية.كوم (الإنجليزية)
- سامو أودريه على موقع ريلجم (الإنجليزية)
- سامو أودريه على موقع بروبوليرز (الإنجليزية)
- سامو أودريه على موقع سبورتس رفرنس (الإنجليزية)